# François-Joseph Heim
François Joseph Heim, född den 16 januari 1787, död den 30 september 1865, var en fransk målare.
Heim var från 1803 elev av Vincent, erhöll 1807 romerska priset och studerade därefter i Rom. År 1829 blev han medlem av Institutet och 1831 professor vid École des beaux-arts. I sin konst sökte han, liksom flera av sina samtida, förena den från David ärvda stiliserande uppfattningen med livligare färg, större frihet i rörelserna och käckare behandling. I sina äldre arbeten är han inte utan förtjänster både i teckning och färg, som i väggmålningarna i S:t Gervais, S:t Cyrs och S:t Juliettes martyrium (1819) och i Scen från Jerusalems förstöring, efter Josefus (1824, Louvren). Han målade också bataljtavlor i Versailles, plafonder i Louvren med mera.